# Skogssorkar
Skogssorkar eller rödryggade sorkar (Clethrionomys) är ett släkte i underfamiljen sorkar. Skogssorkar förekommer över stora delar av tempererade norra halvklotet.

## Utseende
Skogssorkarnas päls på ovansidan har en rödbrun färg med lite grått. På kroppssidorna är arterna mera gråaktig och buken är ljusgrå till vitaktig. Öronen står upp lite ur pälsen. De undre framtändernas rötter orsakar ingen upphöjning på underkäkens utsida. Dessutom har skogssorkar i motsats till åkersorkar ett slags vippa vid svansens slut.
Individerna når en kroppslängd (huvud och bål) av 70 till 112 mm och en svanslängd av 25 till 60 mm. Vikten är vanligen 15 till 40 gram.

## Utbredning och biotop
Skogssorkar lever i tempererade och kalla regioner. Habitatet utgörs i tempererade områden av skogar och längre norrut även av tundran.

### Förekomst i Skandinavien
I Sverige och Finland förekommer långsvansade skogssorken (C. glareolus), gråsiding (C. rufocanus) och rödsork (C. rutilus). De två förstnämnda finns även i Norge, och, för långsvansade skogssorken, också i Danmark.

## Ekologi
Skogssorkar lever av olika växtdelar. De äter bland annat nötter, frön, bark, lav och svampar. Dessutom ingår enstaka insekter i födan.
Individerna kan vara aktiva på dagen och på natten och de håller ingen vinterdvala. Skogssorkar bygger bon av olika växtdelar som göms under större vegetation eller under snön när det är vinter.
Hanar och honor är aggressiva mot artfränder av samma kön. Honor kan para sig mellan den tidiga våren och senhösten. Hos arten Clethrionomys gapperi förekommer tre till fyra kullar under tiden. Dräktigheten varar 17 till 20 dagar och sedan föds 1 till 11 ungar. Ungarna är vid födelsen blinda och de väger bara 2 gram. De öppnar ögonen vid mitten eller slutet av andra levnadsveckan och blir efter 17 till 21 dagar självständiga. Med människans vård kan skogssorkar leva nästan fem år.

## Systematik
Skogssorkarna placerades tidigare i släktet Evotomys men under 1900-talet har släktnamnet Clethrionomys varit förhärskande, ett taxon beskrivet av Tilesius, 1850. En studie från 2003 lägger fram hypotesen att Pallas först beskrev taxonet under det vetenskapliga namnet Myodes 1811 varför detta namn skulle ha företräde. Släktnamnet Myodes fick därefter ganska snabbt fäste i den vetenskapliga världen. Senare studier visade dock att Myodes var ett yngre synonym till släktet Lemmus varför Clethrionomys återigen bedöms som det korrekta släktnamnet. Dock råder det fortfarande osäkerhet och många auktoriteter använder fortfarande Myodes som IUCN.
Nedanstående lista följer Catalouge of life, 2014:
- Clethrionomys californicus - förekommer i Oregon och norra Kalifornien.
- Clethrionomys centralis - förekommer i bergsregionerna Altaj och Tianshan.
- Clethrionomys gapperi - förekommer i södra Kanada och norra USA.
- Clethrionomys glareolus - långsvansad skogssork, förekommer i Europa samt västra och centrala Asien.
- Clethrionomys rufocanus - gråsiding, förekommer i Nordeuropa och norra Asien.
- Clethrionomys rutilus - rödsork, förekommer i Nordeuropa, Sibirien och Alaska.
- Clethrionomys shanseius, centrala och östra Kina.
- Clethrionomys sikotanensis - endemisk för tre öar inom ögruppen Kurilerna.

Enligt molekylärgenetiska undersökningar som utfördes av Cook, Runck och Conroy (2004) är skogssorkar en parafyletisk grupp. Vissa arter är närmare släkt med arter i släktena Alticola eller Eothenomys än med de andra arterna av skogssorkarna.
Enligt Wilson & Reeder (2005) och IUCN tillhör även två japanska arter släktet skogssorkar. Dessa arter listades ursprungligen i ett eget släkte, Phaulomys.
- Clethrionomys andersoni
- Clethrionomys smithii

Dessa källor listar ytterligare en art från nordöstra Asien som inte ingick i Phaulomys.
- Clethrionomys rex - lever i norra Japan, på Sachalin och på södra Kurilerna.

En population som tidigare infogades i gråsiding godkänns sedan slutet av 1990-talet som art.
- Clethrionomys regulus, Koreahalvön.

## Skogssorkar och människan
Skogssorkar har stor ekonomisk betydelse, inte minst inom medicin och inom forskning. De kan göra stor skada på nyplanterad skog, särskilt under så kallade sorkår.
Skogssorkar är drabbade av och sprider det virus som kan orsaka sorkfeber hos människor, t.ex. i norra Sverige och Finland.